# Bistum Jaboticabal
Das Bistum Jaboticabal (lateinisch Dioecesis Iaboticaballensis, portugiesisch Diocese de Jaboticabal) ist eine in Brasilien gelegene römisch-katholische Diözese mit Sitz in Jaboticabal im Bundesstaat São Paulo. 

## Geschichte
Das Bistum Jaboticabal wurde am 15. Januar 1929 durch Papst Pius XI. mit der Apostolischen Konstitution Sollicitudo omnium aus Gebietsabtretungen des Bistums São Carlos do Pinhal errichtet und dem Erzbistum São Paulo als Suffraganbistum unterstellt. Am 19. April 1958 wurde das Bistum Jaboticabal dem Erzbistum Ribeirão Preto als Suffraganbistum unterstellt. Das Bistum Jaboticabal gab am 14. April 1973 Teile seines Territoriums zur Gründung des Bistums Barretos ab. Eine weitere Gebietsabtretung erfolgte am 9. Februar 2000 zur Gründung des Bistums Catanduva. 

## Bischöfe von Jaboticabal
- Antônio Augusto de Assis, 1931–1961
- José Varani, 1961–1981
- Luíz Eugênio Pérez, 1981–2003
- Fernando Antônio Brochini CSS, 2003–2014, dann Bischof von Itumbiara
- Eduardo Pinheiro da Silva SDB, seit 2015